# Eastern League of American Football 2012
La Eastern League of American Football 2012 è stata la 1ª edizione dell'omonimo torneo di football americano.
Ha avuto inizio il 19 maggio e si è conclusa il 22 settembre con la finale vinta per 30-25 dai russi Moscow Bruins sui bielorussi Minsk Litvini.

## Squadre partecipanti
| Club                  | Città  | Stadio | Sponsor ufficiale | Risultato nella stagione 2011 |
| --------------------- | ------ | ------ | ----------------- | ----------------------------- |
| Minsk Litvini         | Minsk  |        |                   |                               |
| Moscow Bruins         | Mosca  |        |                   |                               |
| Moscow Spartans       | Mosca  |        |                   |                               |
| Moscow Silver Bullets | Mosca  |        |                   |                               |
| Samara Stormbringers  | Samara |        |                   |                               |

## Stagione regolare

### Calendario

#### 1ª giornata
| 19 maggio 2012 | Minsk Litvini | 43 – 0 | Samara Stormbringers |  |

| 19 maggio 2012 | Moscow Bruins | 28 – 0 | Moscow Spartans |  |

#### 2ª giornata
| 26 maggio 2012 | Moscow Bruins | 0 – 16 | Minsk Litvini |  |

#### 3ª giornata
| 3 giugno 2012 | Moscow Silver Bullets | 0 – 41 | Moscow Spartans |  |

#### 4ª giornata
| 11 agosto 2012 | Moscow Bruins | 18 – 0 | Samara Stormbringers |  |

| 11 agosto 2012 | Moscow Silver Bullets | 0 – 21 | Minsk Litvini |  |

#### 5ª giornata
| 18 agosto 2012 | Moscow Bruins | 21 – 0 | Moscow Silver Bullets |  |

| 18 agosto 2012 | Samara Stormbringers | 22 – 6 | Moscow Spartans |  |

#### 6ª giornata
| 25 agosto 2012 | Moscow Spartans | 6 – 40 | Minsk Litvini |  |

| 25 agosto 2012 | Samara Stormbringers | 0 – 21 | Moscow Silver Bullets |  |

### Classifica
La classifica della regular season è la seguente:
- PCT = percentuale di vittorie, G = partite giocate, V = partite vinte, P = partite perse, PF = punti fatti, PS = punti subiti

| Pos. | Squadra               | PCT   | G | V | P | PF  | PS |
| ---- | --------------------- | ----- | - | - | - | --- | -- |
| 1    | Minsk Litvini         | 1.000 | 4 | 4 | 0 | 120 | 6  |
| 2    | Moscow Bruins         | 0.750 | 4 | 3 | 1 | 67  | 16 |
| 3    | Moscow Spartans       | 0.250 | 4 | 1 | 3 | 53  | 90 |
| 4    | Samara Stormbringers  | 0.250 | 4 | 1 | 3 | 22  | 88 |
| 5    | Moscow Silver Bullets | 0.250 | 4 | 1 | 3 | 21  | 83 |

## Playoff

### Tabellone
|  | Wild card | Wild card             | Wild card |  |  | Semifinali | Semifinali           | Semifinali |  |  | ELAF Bowl I | ELAF Bowl I   | ELAF Bowl I |
|  |           |                       |           |  |  |            |                      |            |  |  |             |               |             |
|  |           |                       |           |  |  | 2          | Moscow Bruins        | 30         |  |  |             |               |             |
|  | 4         | Samara Stormbringers  | 21        |  |  | 4          | Samara Stormbringers | 6          |  |  |             |               |             |
|  | 5         | Moscow Silver Bullets | 0         |  |  |            |                      |            |  |  | 2           | Moscow Bruins | 30          |
|  |           |                       |           |  |  |            |                      |            |  |  | 1           | Minsk Litvini | 25          |
|  |           |                       |           |  |  | 1          | Minsk Litvini        | 21         |  |  |             |               |             |
|  |           |                       |           |  |  | 3          | Moscow Spartans      | 0          |  |  |             |               |             |

### Wild card
| 1º settembre 2012 | Samara Stormbringers | 21 – 0 | Moscow Silver Bullets |  |

### Semifinali
| 8 settembre 2012 | Minsk Litvini | 21 – 0 | Moscow Spartans |  |

| 8 settembre 2012 | Moscow Bruins | 30 – 6 | Samara Stormbringers |  |

### ELAF Bowl I
| 22 settembre 2012 | Moscow Bruins | 30 – 25 | Minsk Litvini |  |

## Verdetti
- Moscow Bruins Campioni Eastern League of American Football 2012